# الرباطاب
الرباطاب قبيلة عربية في شمال السودان. وهي قبيلة من مجموعة القبائل الجعلية العباسية الأصل، من قبائل المجموعة الجعلية الكبرى. تسكن بين أبي حمد والقدواب، حدهم الشمال الشامخية وحدهم الجنوبي السنقير، ومركزهم أبو حمد ومقرات وأبو ديس.

## النسب
ينتسب الرباطاب إلى رباط بن بشارة بن ضياب بن غانم بن حميدان بن صبح أبو مرخة بن مسمار بن سرار بن حسن كردم بن أبو الديس بن قضاعة بن عبد الله حرقان بن مسروق بن أحمد بن إبراهيم جعل بن إدريس بن قيس بن يمن بن عدنان بن قصاص بن كرب بن محمد هاطل بن أحمد ياطل بن محمد ذو الكلاع بن سعد بن الفضل بن العباس بن محمد بن علي بن عبد الله بن العباس بن عبد المطلب بن هاشم.

## التاريخ
يوجد فرع من الرباطاب وهم البديراب كان لهم ملك أيام الفونج يمتد سلطانه شمال الرباطاب من الشامخية إلى خور أبو غرّة. ويوجد أيضا العجيباب الذين اشتهر منهم ملك الرباطاب العقيد أبو حجل، والذي عاش في أواخر عهد دولة الفونج ووحّد عقداء الرباطاب في مملكة صغيرة أطلق عليها اسم مملكة التكاكي أو مملكة الرباطاب، وكان قبل الفتح التركي قد وحد جنوب الرباطاب، وبعد الفتح أعجب الأتراك بإدارته، فعينه إسماعيل باشا ملكا أو ناظرة لخط أبي هشيم، الذي هو القسم الجنوبي من الرباطاب.